# Estádio Francisco Cardoso de Moraes
Estádio Francisco Cardoso de Moraes – stadion piłkarski, w Maranguape, Ceará, Brazylia, na którym swoje mecze rozgrywa klub Maranguape Futebol Clube.